# Route européenne 95
Pour les articles homonymes, voir Route 95.
La route européenne 95 (E95) est une route reliant Saint-Pétersbourg (Russie) à Merzifon (Turquie).